# Odontocolon abdominale
Odontocolon abdominale là một loài tò vò trong họ Ichneumonidae.